# Рыжково (Лычёвская волость)
Рыжково — деревня в Великолукском районе Псковской области России. Входит в состав сельского поселения «Лычёвская волость».
Расположена в 10 км к востоку от центра города Великие Луки и в 2,5 км к востоку от деревни Лычёво.

## Население
Численность населения по оценке на 2000 год составляла 9 жителей, на 2010 год — 18 жителей.